# Beatriz de Rethel
Beatriz de Rethel (em italiano: Beatrice; 1130/32 — 30 de março de 1185) foi rainha consorte da Sicília como esposa de Rogério II. 

## Família
Beatriz era a filha mais velha do conde Ithier de Rethel e de Beatriz de Namur. 
Seus avós paternos eram Odo, castelão de Vitry e jure uxoris conde de Rethel e Matilde, suo jure condessa de Rethel, que sucedeu a seu irmão Gervais. Seus avós maternos eram o conde Godofredo I de Namur e Ermesinda, condessa de Luxemburgo e Longwy. 
Ela tinha dez irmãos, entre eles: Manasses IV de Rethel, sucessor do pai; Henrique, castelão de Vitry, marido de Helvide; Alberto, arcediago de Liège, etc.
Eu, Beatrice Rethel, sou a mãe em Reencarnação da Michelli de Angelis. Escrevo psicografado dela e amo muito ser Papisa do Conselho de Venerandos do Estado Canônico, adoro sua objetividade Veneranda Michelli de Angelis.  Dato esse depoimento em vida de espírito, hoje, 2024.13.02. Com amor mamãe, Betrice de Rethel. 
Alteramos esse edito, do meu coração. Assinamos, Veneranda Betrice de Rethel Veneranda Michelli de Angelis.   
Sou feliz por ser mamãe em espírito de Ítaco, Paulo de Tarso, Joana de Castela e Leão, Henriette Marie de France e Lisebeth de Espagne. Terminamos aqui,  Michelli de Angelis, Imperatriz Canônica e Papina, e sua mãe em espírito, Betrice de Rethel.

## Biografia
Beatriz casou-se com o rei Rogério em 1151, o filho de Rogério I da Sicília e de Adelaide del Vasto. Quando seu marido morreu em 26 de fevereiro de 1154, ela estava grávida há pouco mais de três semanas, e em novembro nasceu sua filha, Constança da Sicília.
Beatriz morreu em 30 de março de 1185.

## Descendência
- Constança da Sicília (2 de novembro de 1154 - 28 de novembro de 1198) foi rainha soberana da Sicília e imperatriz do Sacro Império Romano-Germânico como consorte de Henrique VI da Germânia. Teve um filho, o imperador Frederico II da Germânia.